# Фридрих I (Баден, велик херцог)
Вижте пояснителната страница за други личности с името Фридрих I.
Фридрих I фон Баден (на немски: Friedrich I von Baden; Friedrich Wilhelm Ludwig von Baden; * 9 септември 1826, Карлсруе; † 28 септември 1907, остров Майнау), с пълното име Фридрих Вилхелм Лудвиг фон Баден, е от 1852 до 1856 г. регент и от 1856 до смъртта си през 1907 г. велик херцог на Баден.

## Живот
Той е вторият син на велик херцог Леополд I фон Баден (1790 – 1852) и принцеса София Вилхелмина фон Холщайн-Готорп от Швеция (1801 – 1865), дъщеря на шведския крал Густав IV Адолф и Фридерика фон Баден.
На 21 февруари 1852 г. баща му предава управлението на Фридрих. Понеже най-големият му брат Лудвиг II е болен, управлението се води по-нататък от Фридрих до 1856 г. След смъртта на брат му през 1858 г. той става велик херцог на Баден.
През 1852 г. пруският крал Фридрих Вилхелм IV го прави командир на Рейнския кавалерийски (улански) полк № 7. Фридрих I се жени на 20 септември 1856 г. в Берлин за принцеса Луиза Пруска (1838 – 1923), дъщеря на принца на Прусия, по-късно първия германския кайзер Вилхелм I (1797 – 1888), сестра на Фридрих III (1831 – 1888).
Фридрих I фон Баден умира на 28 септември 1907 г. в Майнау на 81 години и е погребан в княжеската гробна капела в Карлсруе.
- Велик херцог Фридрих I на 31 години (1857)
- Велик херцог Фридрих I (1900)
- Велик херцог Фридрих I и велика херцогиня Луиза фон Баден (1902)
- Гробовете на Фридрих и съпругата му Луиза в княжеската гробна капела в Карлсруе

## Деца
Фридрих I и Луиза Пруска имат три деца:
- Фридрих II (1857 – 1928), велик херцог на Баден, женен за Хилда фон Насау (1864 – 1952), дъщеря на велик херцог Адолф I фон Люксембург
- Принцеса Виктория (1862 – 1930), ∞ на 20 септември 1881 за Густав V крал на Швеция (1858 – 1950)
- Лудвиг Вилхелм (1865 – 1888), принц на Великото херцогство Баден, неженен.

- Велика херцогиня Луиза
- Децата на Фридрих I: Виктория, Фридрих и Лудвиг Вилхелм фон Баден (от ляво), дясно по-късният крал Густав V от Швеция
 (фото 1882)

Фридрих I има също много извънбрачни деца:
- Карл Фридрих Алойс Щюбел (* 1843)
- Катерина фон Ингелн (* 1845)
- Адолф Фридрих (* 1850)
- Стевен Клайд (* 1855)
- Анна Таубер (1860 – 1927)
- Фридрих фон Жюген (1865 – 1928)